# Камен бряг
Камен бряг е село в Североизточна България, област Добрич, община Каварна.

## История

### Стари имена
Каменник – средновековно, недостатъчно потвърдено.
Кая бей кьой – от османската власт – буквален превод „Селото на каменния господар“. Названието на селото произхожда от самотната скала пред „Малката яйла“ на морския бряг пред селото, символизираща мястото му, както и въобще каменния бряг на километри наоколо, висок не по-малко от 30 метра. В района е и местността „Яйлата“, която е огромно каменно образувание.
Стънка (Stânca) – по време на румънското управление 1919-1940 г.
В Камен бряг живеят само българи, част от които са потомци на преселници от Балкана (Котленско и Еленско), друга част – потомци на преселници от Румъния – дошли в началото на четиридесетте години на ХХ век в резултат от Крайовската спогодба. Като повечето села в района старото население преди миграцията на балканджии спада към етнографската група гагаузи.

## Население
Преброяване на населението през 2011 г.
Численост и дял на етническите групи според преброяването на населението през 2011 г.:
|                     | Численост | Дял (в %) |
| Общо                | 56        | 100,00    |
| Българи             | 51        | 91,07     |
| Турци               | 0         | 0,00      |
| Цигани              | 0         | 0,00      |
| Други               | 0         | 0,00      |
| Не се самоопределят | 0         | 0,00      |
| Неотговорили        | 5         | 8,92      |

## Културни и природни забележителности
На 2 км южно от селото се намира археологическата местност „Яйлата“ с множество гробници, каменни жилища и ранновизантийска крепостна стена. Северозападно от селото има голям некропол от скитски гробници. На входа на „Яйлата“ е открит и разчистен тракийски олтар на слънцето. По високите брегове северно и южно от селото има още редица мегалитни паметници.
На 25 юли 2007 в селото е открит информационен център, който дава информация за археологическия резерват „Яйлата“ и други туристически обекти в региона.
На около 1,5 км от „Яйлата“ се намира „Огънчето“ – газово находище от края на 50-те години, което гори и до днес.

## Личности
- Джон Лоутън – музикант от Юрая Хийп, редовен участник в Каварна рок фест и Джулая. Живял и погребан в Камен бряг.[3]

## Редовни събития
- Посрещане на Джулай. Участници – хора от цяла България
- Всяка година на 3 юни в селото се провежда общоселски събор. Поднася се предимно фолклорна програма от местния фолклорен състав и гости от общината.
- През месец юли, август се провежда и традиционната вече фотоакадемия с преподавател известния фотограф Юри Чарийски
- През месец август всяка година се провежда състезание по скално катерене.
- В началото на месец септември всяка година се провежда традиционният пленер „Море и вятър“. В него вземат участие художници и скулптори от цялата страна и чужбина. Пленерът завършва с изложба в художествената галерия на гр. Каварна и продължава да гастролира из страната.